# Sarobides
Sarobides là một chi bướm đêm thuộc họ Erebidae.